# Frédéric Dard
Charles Antoine Frédéric Dard (Jallieu, 29 giugno 1921 – Bonnefontaine, 6 giugno 2000) è stato uno scrittore francese, autore della serie poliziesca del commissario Sanantonio.

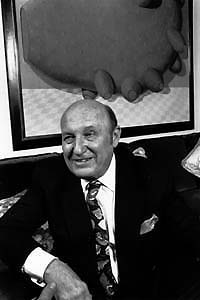
Frédéric Dard nel 1992

È uno dei più famosi romanzieri francesi del genere noir della seconda metà del XX secolo.
È stato anche uno dei più prolifici, dal momento che ha scritto più di 300 romanzi in tutta la sua carriera.
Nel 1957 il suo romanzo Le Bourreau pleure è stato insignito con il Grand prix de littérature policière.

## Biografia
Nasce a Bourgoin-Jallieu (Isère) da Francisque Dard, primo produttore di caldaie della società Diederichs, e da Joséphine-Anna Cadet, figlia di contadini. Alla nascita Frédéric presenta un'atrofia al braccio sinistro che gli impedirà di giocare come gli altri bambini. Per gli impegni dei genitori, viene allevato dalla nonna che lo indirezzerà alla lettura. Nel 1929, a causa del crollo azionario, l'azienda di famiglia va in rovina e la proprietà viene sequestrata. La famiglia si trasferisce a Lione, in un piccolo appartamento, al 45 di Boulevard des Brotteaux. Il padre diventa caposquadra e la madre lavora in una panetteria. Nel 1938 il giovane Frédéric è presentato a Marcel E. Grancher, fondatore delle Éditions Lugdunum e del quotidiano Le Mois à Lyon; qui è assunto come stagista. Alla fine dell'estate del 1940 raggiunge il ruolo di segretario editoriale e successivamente di mediatore pubblicitario. Nel 1941 viene pubblicato il suo romanzo Monsieur Joos.

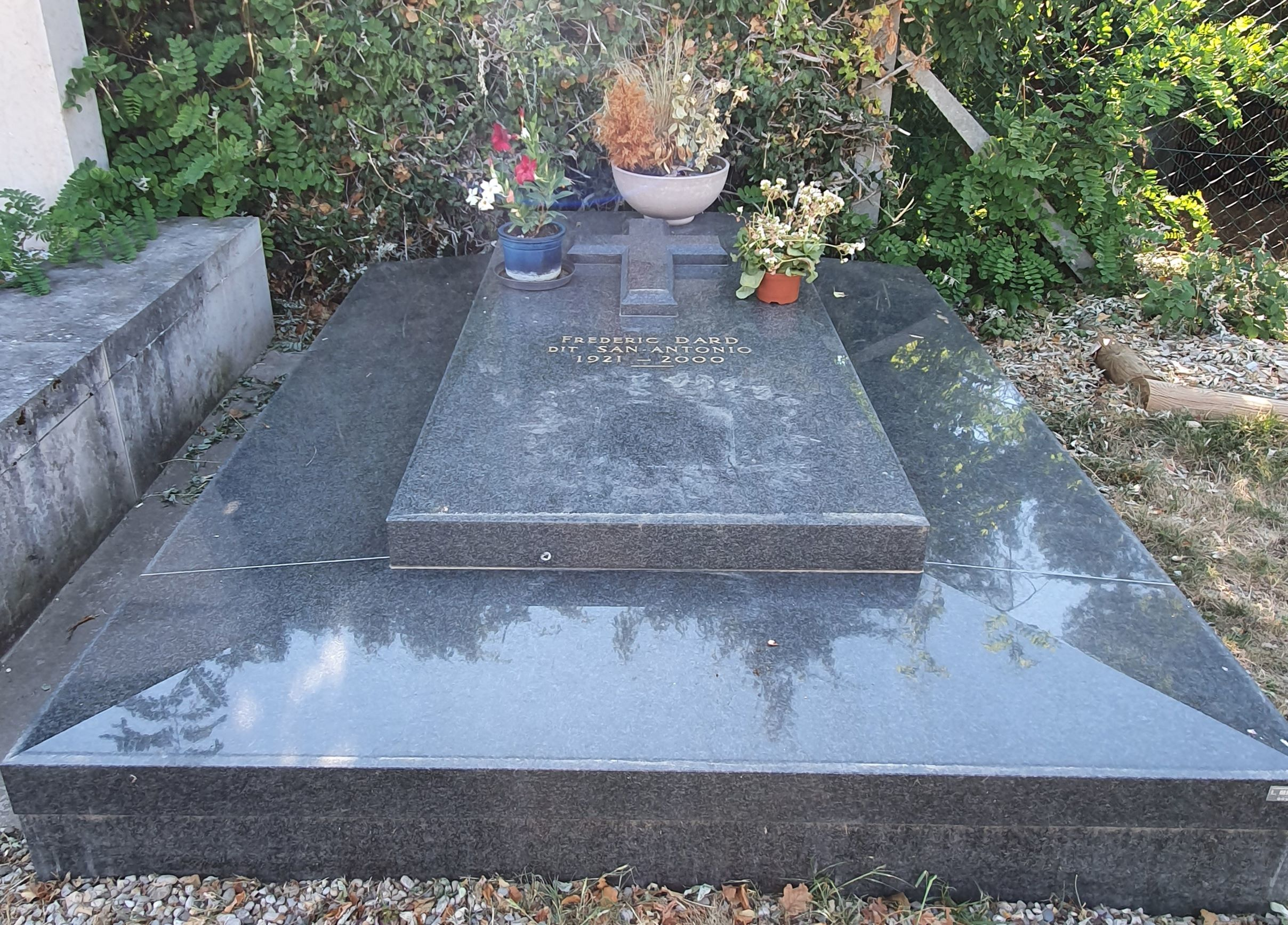
Tomba di Frédéric Dard al cimitero nuovo di Saint-Chef en Dauphin

Frédéric Dard si è sposato nel novembre del 1942 con Odette Damaisin (1923-2018), con la quale ha avuto due figli, Patrice (nato nel 1944) ed Élizabeth (1948-2011). Con la moglie, vive a Lione, nel quartiere Croix-Rousse, in rue Calais 4. Negli anni '50 si trasferisce a Parigi. Qui ha un grande successo, ma si evidenziano le ragioni che lo porteranno alla separazione dalla moglie nel 1966. Si risposa il 14 giugno 1968 con Françoise de Caro, figlia di Armand de Caro (il suo editore), fondatore delle edizioni Fleuve noir. Dall'unione è nata nel 1970 Joséphine e, poco dopo, la coppia Dard ha adottato un bambino africano, Abdel, disabile. 
Frédéric Dard ha svolto la sua opera di scrittore fino al 1998. Ammalatosi nel febbraio 2000, è morto il 6 giugno per un'emorragia, nella sua casa di Bonnefontaine in Svizzera ed è stato sepolto nel cimitero di Saint-Chef, a Isère, come suo desiderio. Il figlio Patrice Dard dopo la morte del padre continua a scrivere libri di San Antonio.

## La produzione romanzesca
È autore di una famosa serie di libri polizieschi che ha per protagonista il commissario Sanantonio e il suo aiutante Bérurier. Sanantonio nasce quasi per caso nel 1950, sulla spinta del successo dei romanzi di Peter Cheyney. Scritta e percepita come la classica letteratura noir anni '50, la serie di San-Antonio diventa più satirica man mano che si evolve e prosegue. L'uso di espressioni in argot e di neologismi fantasiosi creati dall'autore stesso, hanno portato i contemporanei a paragonare Sanantonio agli scritti di Rabelais.
Dard ha anche al proprio attivo numerosissimi romanzi indipendenti dal personaggio di Sanantonio; prodotti raffinati, nella tradizione del poliziesco. Per il suo stile, Dard è considerato l'erede di Georges Simenon (cui era legato da profonda amicizia) e dello scrittore francese Louis-Ferdinand Céline.

## Opere

### Pubblicati a Lione come Frédéric Dard
- La Peuchère, Lugdunum, 1940
- Monsieur Joos suivi de Vie à louer et Plaque tournante, Lugdunum, 1941
- Équipe de l'ombre, Lugdunum, 1941
- Le Norvégien manchot, éditions de Savoie, 1943
- Georges et la Dame seule, 1944
- Croquelune, éditions de Savoie, 1944
- Saint-Gengoul, éditions Cartier, 1945
- Les Pèlerins de l'enfer, éditions de Savoie, 1945
- La Mort des autres, éditions Optic, 1945
- Quelques bêtes parmi celles que l'on appelle sauvages, éditions Volumétrix, 1945
- Des animaux petits et gros pour les enfants, éditions Volumétrix, 1945
- Cacou, l'œuf qui n'en faisait qu'à sa tête, éditions Volumétrix, 1945
- La Crève, Confluences, 1946
- Le Cirque Grancher, éditions de Savoie, 1947
- Au massacre mondain, éditions Chatelet, 1948
- Batailles sur la route, éditions Puma, 1949
- Le Tueur en pantoufles éditions S.E.P.O, 1951
- Quand la mort vient, Jacquier, 1954
- Anna Soleil, Jacquier,1954

### Pubblicazioni sotto diversi pseudonimi
- Le Mystère du cube blanc (F.D. Ricard) éd. Savoie, 1945
- La Mort silencieuse (Sydeney) éd. Savoie, 1945
- L'Agence S.O.S. (Frédéric Charles) Jacquier, 1949
- La police est prévenue (Frédéric Antony) Jacquier, 1950
- On demande un cadavre (Maxell Beeting) Jacquier, 1951
- Le Tueur aux gants blancs (Cornel Milk) Jacquier, 1951
- 28 minutes d'angoisse (Verne Goody) Jacquier, 1951
- Monsieur 34 (Wel Norton) Jacquier, 1951
- Signé tête de mort (Max Beeting) Jacquier, 1951
- Réglez-lui son compte (Kill Him) Jacquier, 1952
- Une tonne de cadavres (Kill Him) Jacquier, 1952
- La Maison de l'horreur (Frédéric Charles) Jacquier, 1952
- L'Horrible Monsieur Smith (Frédéric Charles) Jacquier, 1952
- Le Disque mystérieux (Cornel Milk) Jacquier, 1952
- Boulevard des allongés (L'Ange Noir) La pensée moderne, 1952
- Le Ventre en l'air (L'Ange Noir) La pensée moderne, 1952
- N'ouvrez pas ce cercueil ! (Frédéric Charles) Jacquier 1953
- La Main morte (Frédéric Charles) Jacquier 1953
- Vengeance ! (Frédéric Charles) Jacquier 1953
- Le Bouillon d'onze heures (L'Ange Noir) La pensée moderne, 1953
- Un Cinzano pour l'Ange noir (L'Ange Noir) La pensée moderne, 1953
- La grande friture (Frédéric Charles) Jacquier 1954

### Pubblicazioni su Fleuve noir, come Frédéric Dard
- Du plomb pour ces demoiselles, Spécial Police 15, 1951;
- Les salauds vont en enfer, SP 87, 1956;
  - Le canaglie vanno all'inferno, Milano: C. Del Duca, 1957;
  - I bastardi vanno all'inferno, Milano, Rizzoli, 2021;
- Délivrez-nous du mal, SP 100, 1956;
- Les Bras de la nuit, SP 102, 1956;
- Le bourreau pleure,SP 109, 1956; Grand prix de littérature policière 1957 -
  - Negli occhi di Marianne, Milano: Rizzoli, 2023;
- Cette mort dont tu parlais, SP 115, 1957;
- On n'en meurt pas, SP 122, 1957;
- Le Pain des fossoyeurs, SP 127, 1957;
- C'est toi le venin, SP 135, 1957;
- Des yeux pour pleurer, SP 142, 1957;
- Ma sale peau blanche, SP 148, 1958;
- Une gueule comme la mienne, SP 154, 1958;
- Le Tueur triste, SP 167, 1958;
  - I diamanti non perdonano, Milano: Corriere della sera, 1959
- Toi qui vivais, SP 178, 1958;
- Les Derniers Mystères de Paris, 1958 (titolo successivo Mausolée pour une garce)
- Coma, SP 185, 1959;
- Les Scélérats, SP 197, 1959;
  - Gli scellerati, Milano: Rizzoli, 2018
- Rendez-vous chez un lâche, SP 204, 1959;
- La dynamite est bonne à boire, SP 210, 1959;
- Les Mariolles, SP 227, 1960;
- Puisque les oiseaux meurent, SP 241, 1960;
- L'Accident, SP 247, 1961;
- Le Monte-charge, SP 253, 1961;
  - Il montacarichi, Milano: Rizzoli, 2019;
- Le Cauchemar de l'aube, SP 271, 1961;
- Le Cahier d'absence, SP 289, 1962;
- L'Homme de l'avenue, SP 301, 1962;
- La Pelouse, SP 325, 1962;
- Le sang est plus épais que l'eau, con Robert Hossein, Espionnage, 1962;
  - Cinque croci per l'invasione, Milano: A. Mondadori, 1963
- Quelqu'un marchait sur ma tombe, SP 348, 1963;
- Refaire sa vie, SP, 1965;
- Une seconde de toute beauté, SP, 1966;
- À San Pedro ou ailleurs, 1968;
- Initiation au meurtre, 1971;
- Le Maître de plaisir, 1973;
- Les Séquestrées, 1974;
- La Dame qu'on allait voir chez elle, 1976;
- Histoires déconcertantes, novelle, Hors Série, 1977;
- Le Caviar rouge, con Robert Hossein, 1985;

### Romanzi pubblicati su Fleuve noir sotto pseudonimo
- Dernière Mission (Frédéric Charles), Espionnage, 1950
- La mort est leur affaire (Frédéric Charles), Espionnage, 1955
- La Foire aux asticots (Kaput), Spécial Police 77, 1955
- La Dragée haute (Kaput), Spécial Police 84, 1955
- Pas tant de salades (Kaput), Spécial Police 92, 1956
- Mise à mort (Kaput), Spécial Police 95, 1956
- La Personne en question (Frédéric Charles), Espionnage, SP 161, 1958
- Brigade de la peur (Frédéric Charles), Espionnage, SP 196, 1959
- Les Figurants de la peur (Frédéric Charles), Espionnage SP 241, 1960
- L'Image de la mort (Frédéric Charles), Espionnage, SP 286, 1961
- La Mort en laisse (Frédéric Charles), Espionnage, SP 392, 1963
- En légitime défense (André Berthomieu), Spécial Police, 1958

### Serie San-Antonio
- Réglez-lui son compte!, Jacquier, 1949;
- Laissez tomber la fille, 1950;
  - Lasciate perdere la ragazza, Milano: A. Mondadori, 1973;
- Les souris ont la peau tendre,1951;
  - Per stavolta, don Antonio, Milano: A. Mondadori, 1973;
- Mes hommages à la donzelle, 1952;
- Du plomb dans les tripes, 1953;
  - Piombo nella trippa, Milano: A. Mondadori, 1972;
- Des dragées sans baptême, 1953;
  - Nespole come se piovesse, Milano: A. Mondadori, 1971;
- Des clientes pour la morgue, 1953;
  - Obitorio per signore, Milano: A. Mondadori, 1971;
- Descendez-le à la prochaine, 1953;
  - Mosca al naso per Sanà, Milano: A. Mondadori, 1973;
- Passez-moi la Joconde, 1954;
  - La Gioconda in blu, Milano: A. Mondadori, 1970;
- Sérénade pour une souris défunte, 1954;
  - Serenata per una pupa stesa, Milano: Editoriale Erre, 1983
- Rue des Macchabées, 1954;
  - Sanà lavora gratis, Roma: E/O, 2013;
- Bas les pattes!, 1954;
  - Giù le zampe, Milano: A. Mondadori, 1973;
- Deuil express,1954;
  - Pesca di mortificenza, Milano: A. Mondadori, 1973;
- J'ai bien l'honneur de vous buter, 1955;
  - Ho l'onore di farvi fuori, Milano: Mondadori, 1972;
- C'est mort et ça ne sait pas, 1955;
  - Un pollo alla diavola, Milano: A. Mondadori, 1971;
- Messieurs les hommes, 1955;
  - Sanà fra i duri, Milano: A. Mondadori, 1970;
- Du mouron à se faire, 1955;
  - C'è da rodersi il fegato, Milano: Editoriale Erre, 1983;
- Le Fil à couper le beurre, 1955;
  - Il filo per tagliare il burro, Milano: A. Mondadori, 1971;
- Fais gaffe à tes os, 1956;
- À tue… et à toi, 1956;
- Ça tourne au vinaigre, 1956;
  - Baci, soldi e sganassoni, Roma : E/O, 2014;
- Les Doigts dans le nez, 1956;
  - Il maccabeo errante, Milano: Erre, 1981;
- Au suivant de ces messieurs, 1957;
  - Sotto a chi tocca, Milano: Mondadori, 1972;
- Des gueules d'enterrement, 1957;
- Les anges se font plumer, 1957;
- La Tombola des voyous, 1957;
  - Mi gioco la testa, Milano: Editoriale Erre, 1981;
- J'ai peur des mouches,  1957;
  - Ho paura delle mosche, Milano: Editoriale Erre, 1983;
- Le Secret de Polichinelle; 1958;
  - Il segreto di Pulcinella, Milano: A. Mondadori, 1975;
- Du poulet au menu, 1958;
  - A Sanà non la si fa, Milano: Mondadori, 1971;
- Tu vas trinquer San-Antonio, 1958;
- En long, en large et en travers, 1958;
  - In lungo, in largo e di traverso, Milano: A. Mondadori, 1974;
- La Vérité en salade, 1958;
  - La verità in insalata, Milano: Mondadori, 1974;
- Prenez-en de la graine, 1959;
- On t'enverra du monde, 1959;
- San-Antonio met le paquet, 1959;
- Entre la vie et la morgue, 1959;
- Tout le plaisir est pour moi, 1959;
  - I miei dispetti, madama ghigliottina, Milano: A. Mondadori, 1972;
- Du sirop pour les guêpes, 1960;
- Du brut pour les brutes, 1960;
- J'suis comme ça; 1960;
- San-Antonio renvoie la balle, 1960
- Berceuse pour Bérurier, 1960;
  - Ninnananna per Berù, Milano: A. Mondadori, 1971;
- Ne mangez pas la consigne, 1961;
  - La quarta zucca è bianca, Milano: A. Mondadori, 1970;
- La Fin des haricots, 1961;
  - Il crollo della baracca, Milano: A. Mondadori, 1976;
- Y'a bon, San-Antonio, 1961;
- De «A» jusqu'à «Z», 1961;
- San-Antonio chez les Mac, 1961;
  - Sanantonio whisky and droga, Milano: A. Mondadori, 1972;
- Fleur de nave vinaigrette, 1962;
- Ménage tes méninges, 1962
- Le Loup habillé en grand-mère, 1962;
  - Il lupo perde il pelo..., Milano: A. Mondadori, 1974;
- San-Antonio chez les «gones»; 1962;
- San-Antonio polka, 1963;
  - Berù, il dinosauro, Milano: A. Mondadori, 1971;
- En peignant la girafe, 1963;
  - Lancia in sosta, Milano: A. Mondadori, 1971;
- Le Coup du Père François, 1963;
- Le Gala des emplumés, 1963;
- Votez Bérurier, 1964;
  - Votate Bérurier, Milano: Mondadori, 1972;
- Bérurier au sérail, 1964;
- La rate au court-bouillon, 1965;
- Vas-y Béru!, 1965;
- Tango chinetoque, 1965;
- Salut, mon pope!, 1966;
- Mange et tais-toi, 1966;
- Faut être logique, 1967;
  - Siamo logici, perdiana!, Milano: A. Mondadori, 1970;
- Y'a de l'action, 1967;
- Béru contre San-Antonio, 1967;
  - Berù contro Sanantonio, Milano: A. Mondadori, 1972;
- L'Archipel des Malotrus, 1967;
  - Troppa grazia, Sanantonio, Milano: A. Mondadori, 1973;
- Zéro pour la question, 1968;
- Bravo, docteur Béru, 1968;
  - Bravo, dottor Berù!, Milano: A. Mondadori, 1970;
- Viva Bertaga!, 1968;
- Un éléphant ça trompe, 1968;
- Faut-il vous l'envelopper? 1968;
  - Vi faccio un pacchettino?, Milano: A. Mondadori, 1976;
- En avant la moujik, 1969;
- Ma langue au Chah, 1969;
- Ça mange pas de pain, 1970;
- N'en jetez plus!, 1971;
- Moi, vous me connaissez?, 1971;
- Emballage cadeau, 1971;
- Appelez-moi chérie, 1972;
  - Chiamami, amore, Milano: A. Mondadori, 1977;
- T'es beau, tu sais!, 1972;
- Ça ne s'invente pas, 1972;
- J'ai essayé: on peut!, 1973;
  - San Tesoro, Milano: A. Mondadori, 1977;
- Un os dans la noce, 1974;
  - Auguri e figli maschi, Milano: A. Mondadori, 1977;
- Les Prédictions de Nostrabérus, 1974;
  - Le predizioni di Nostraberus, Milano: A. Mondadori, 1977;
- Mets ton doigt où j'ai mon doigt, 1974;
  - Metti il tuo dito dove ho il mio, Milano: A. Mondadori, 1977;
- Si, signore!, 1974;
- Maman, les petits bateaux, 1974;
  - Promesse da marinaio, Milano: A. Mondadori, 1977;
- La Vie Privée de Walter Klozett, 1975;
  - La vita privata di Walter Klozett, Milano: A. Mondadori, 1977;
- Dis bonjour à la dame, 1975;
- Certaines l'aiment chauve, 1975;
- Concerto pour porte-jarretelles, 1976;
  - Concerto per pizzi e giarrettiere, Milano: A. Mondadori, 1977;
- Sucette boulevard, 1976;
- Remets ton slip, gondolier, 1976;
- Chérie, passe-moi tes microbes!, 1977;
- Une banane dans l'oreille, 1977;
- Hue, dada!, 1977;
  - Beru Dada, Milano: A. Mondadori, 1978;
- Vol au-dessus d'un lit de cocu, 1978;
  - Qualcuno volò sul letto del cornuto, Milano: A. Mondadori, 1978;
- Si ma tante en avait, 1978;
- Fais-moi des choses, 1978;
- Viens avec ton cierge, 1978;
- Mon culte sur la commode, 1979;
- Tire-m'en deux, c'est pour offrir, 1979;
- À prendre ou à lécher, 1980;
- Baise-ball à la Baule, 1980;
- Meurs pas, on a du monde, 1980;
- Tarte à la crème story, 1980;
- On liquide et on s'en va, 1981;
- Champagne pour tout le monde!, 1981;
  - Champagne per tutti, Milano: Rosa & nero, 1986;
- La Pute enchantée, 1981;
  - Il caso della bella incantata, Milano: Rosa & nero, 1986;
- Bouge ton pied que je voie la mer, 1982;
  - E allora lasciami vedere il mare, Milano: Rosa & nero, 1986;
- L'année de la moule, 1982;
- Du bois dont on fait les pipes, 1982;
- Va donc m'attendre chez Plumeau, 1983;
- Morpions circus, 1983;
- Remouille-moi la compresse, 1983;
- Si maman me voyait!, 1983;
- Des gonzesses comme s'il en pleuvait, 1983;
- Les deux oreilles et la queue, 1984;
- Pleins feux sur le tutu, 1984;
- Laissez pousser les asperges, 1984;
- Poison d'avril ou la Vie sexuelle de Lili Pute, 1985;
- Bacchanale chez la mère Tatzi, 1985;
- Dégustez, gourmandes, 1985;
- Plein les moustaches, 1985;
- Après vous s'il en reste, monsieur le Président 1985;
- Chauds, les lapins!, 1986;
- Alice au pays des merguez, 1986;
- Fais pas dans le porno…, 1986;
- La Fête des paires, 1986;
- Le Casse de l'oncle Tom,
- Bons baisers où tu sais, 1987;
- Le Trouillomètre à zéro, 1987;
- Circulez! Y'a rien à voir, 1987;
- Galantine de volaille pour dames frivoles, 1987;
- Les morues se dessalent, 1988;
- Ça baigne dans le béton, 1988;
- Baisse la pression, tu me les gonfles!, 1988;
- Renifle, c'est de la vraie, 1988;
- Le cri du morpion, 1989;
  - L'urlo della piattola: romanzo francamente magistrale..., Firenze: Le lettere, 2004
- Papa, achète-moi une pute, 1989;
- Ma cavale au Canada, 1989;
- Valsez, pouffiasses, 1989;
- Tarte aux poils sur commande, 1989;
- Cocottes-minute, 1990;
- Princesse patte-en-l'air, 1990;
- Au bal des rombières, 1990;
- Buffalo-Bide, 1991;
- Bosphore et fais reluire, 1991;
- Les cochons sont lâchés, 1991;
- Le hareng perd ses plumes, 1991;
- Têtes et sacs de nœuds, 1991;
- Le Silence des homards, 1992;
- Y en avait dans les pâtes, 1992;
- Al Capote, 1992;
- Faites chauffer la colle, 1993;
- La Matrone des sleepinges, 1993;
- Foiridon à Morbac City, 1993;
- Allez donc faire ça plus loin, 1993;
- Aux frais de la princesse, 1993;
- Sauce tomate sur canapé, 1994;
- Mesdames, vous aimez «ça»!, 1994;
- Maman, la dame fait rien qu'à me faire des choses, 1994;
- Les huîtres me font bâiller, 1995;
- Turlute gratos les jours fériés, 1995;
- Les eunuques ne sont jamais chauves, 1995;
- Le pétomane ne répond plus, 1995;
- T'assieds pas sur le compte-gouttes, 1996;
- De l'antigel dans le calbute, 1996;
- La Queue en trompette, 1997;
- Grimpe-la en danseuse, 1997;
- Ne soldez pas grand-mère, elle brosse encore, 1997;
- Du sable dans la vaseline, 1998;
- Ceci est bien une pipe, 1999;
  - Sanà e la bocca di fuoco, Firenze: Le lettere, 2002;
- Trempe ton pain dans la soupe, 1999;
  - Sanà contro Mr. Blood, Firenze: Le Lettere, 2001;
- Lâche-le, il tiendra tout seul, 1999;
- Céréales killer, 2001, completato da Patrice Dard;
  - Cereal killer: romanzo agricolo, Firenze: Le lettere, 2003

## Filmografia

### Regia e sceneggiatura
- Due soldi di gloria (Une gueule comme la mienne) (1960)

### Sceneggiature e/o dialoghi
- M'sieur la Caille, regia di André Pergament (1955)
- Gli assassini vanno all'inferno (Les salauds vont en enfer), regia di Robert Hossein (1955)
- La Bande à papa, regia di Guy Lefranc (1956)
- Azione immediata (Action immédiate), regia di Maurice Labro (1957)
- I truffatori (L'Étrange Monsieur Steve), regia di Raymond Bailly (1957)
- La Nuit des suspectes, regia di Víctor Merenda (1957)
- Anonima ricatti (En légitime défense), regia di André Berthomieu (1958)
- La ragazza di Amburgo (La Fille de Hambourg), regia di Yves Allégret (1958)
- La belva scatenata (Le fauve est lâché), regia di Maurice Labro e Claude Sautet (1959)
- Pensione Edelweiss, regia di Ottorino Franco Bertolini e Víctor Merenda (1959)
- Un mundo para mí, regia di José Antonio de la Loma (1959)
- Sesso e alcool (Les Scélérats), regia di Robert Hossein (1960)
- La minaccia (La menace), regia di Gérard Oury (1961)
- Il boia aspetterà (Fuga desesperada), regia di José Antonio de la Loma e Robert Vernay (1961)
- La casa del peccato (Les menteurs), regia di Edmond T. Gréville (1961)
- Assassinio sulla Costa Azzurra (Les bras de la nuit), regia di Jacques Guymont (1961)
- La morte sale in ascensore (Le Monte-charge), regia di Marcel Bluwal (1962)
- Episodio: L'Homme de l'avenue di Il delitto non paga (Le Crime ne paie pas), regia di Gérard Oury (1962)
- Pugni... pupe... e dinamite (L'Empire de la nuit), regia di Pierre Grimblat (1962)
- L'Accident, regia di Edmond T. Gréville (1963)
- Il commissario non perdona (Sale temps pour les mouches), regia di Guy Lefranc (1966)
- Che casino, ragazzi! (Béru et ces dames), regia di Guy Lefranc (1968)
- Profezia di un delitto (Les Magiciens), regia di Claude Chabrol (1976)
- Y a-t-il un Français dans la salle?, regia di Jean-Pierre Mocky (1982)
- Le Caviar rouge, regia di Robert Hossein (1985)
- Le Mari de Léon, regia di Jean-Pierre Mocky (1993)

### Altri film da romanzi di Frédéric Dard
- Spalle al muro (Le Dos au mur), regia di Édouard Molinaro (1958)
- Nella notte cade il velo (Toi... le venin), regia di Robert Hossein (1958)
- La notte delle spie (La nuit des espions), regia di Robert Hossein (1959)
- Préméditation, regia di André Berthomieu (1960)
- San-Antonio ne pense qu'à ça, regia di Joël Séria (1981)
- La Vieille qui marchait dans la mer, regia di Laurent Heynemann (1991)
- Tragica conseguenza (Coma), regia di Denys Granier-Deferre (1993)
- San Antonio, regia di Frédéric Auburtin (2004)